# Грант, Хью
Хью Джон Му́нго Грант (англ. Hugh John Mungo Grant; род. 9 сентября 1960, Хаммерсмит, Лондон, Англия, Великобритания) — британский актёр кино и телевидения, ставший популярным после выхода картин «Четыре свадьбы и одни похороны», «Ноттинг Хилл», «Дневник Бриджит Джонс», «Реальная любовь», «Бриджит Джонс: Грани разумного» и др. Обладатель премий «Золотой глобус» и BAFTA, а также Кубка Вольпи и почётной премии «Сезар».

## Ранние годы
Хью Джон Мунго Грант родился 9 сентября 1960 года в больнице Чаринг-Кросс в районе Хаммерсмит, Лондон. Он был вторым сыном в семье капитана Джеймса Мюррея Гранта (р. 1929) и его супруги Финволы. Биограф А. Адольф описал историю семьи Гранта как «красочный англо-шотландский гобелен воинов, строителей империи и аристократии». Среди родственников Гранта — Уильям Драммонд, 4-й виконт Стреттелан и д-р Джеймс Стюарт. Среди предков по материнской линии — Джон Мюррей, 1-й маркиз Атолл, 1-й граф Ноттингем, Достопочтенный Сэр Эван Непин и сестра бывшего премьер-министра Великобритании Спенсера Персеваля. Хью Грант является троюродным дядей Томаса Сангстера: его бабка и прабабка Сангстера были сёстрами. Дед Хью Гранта, уроженец шотландского Инвернесса майор Джеймс Мюррей Грант, во время Второй мировой войны за храбрость, проявленную в Дюнкеркской операции, был награждён орденом «За выдающиеся заслуги» . Отец, капитан Грант, обучался в Сандхёрсте. Мать работала учительницей и преподавала латынь, французский и музыку более 30 лет в государственных школах западной части Лондона. Она умерла в 65 лет, через 18 месяцев после постановки диагноза рак поджелудочной железы. В детстве Хью гостил у деда в Шотландии, проводил лето в стрельбе и охоте. Старший брат Джеймс «Джейми» Грант — успешный банкир, управляющий «JPMorgan Chase» в Нью-Йорке.
В 1979 году Грант поступил в Нью-колледж Оксфордского университета, собираясь стать искусствоведом. Во время учёбы он был членом закрытого студенческого клуба Piers Gaveston Society, названного в честь Пирса Гавестона, фаворита и предполагаемого любовника короля Англии Эдуарда II.

## Карьера

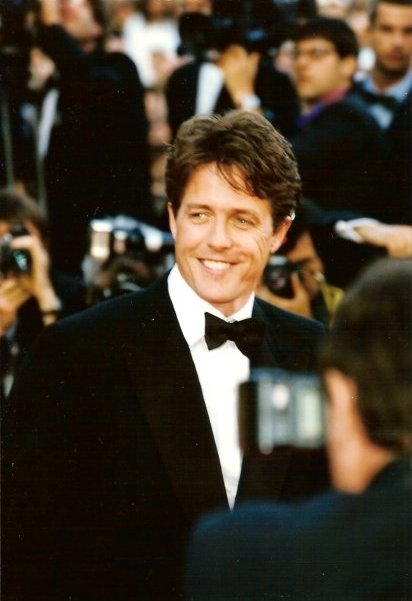
Грант на Каннском кинофестивале в 1997 году

В 1982 году в возрасте двадцати двух лет Грант дебютировал в кино, снявшись в трагикомедии «Привилегированные». Окончив колледж, он некоторое время играл в труппе комиков «Шутники из Норфолка» (Jockeys Of Norfolk), рецензировал книги и даже начал (но так и не закончил) писать свой собственный роман. В 1985 и 1986 году актёр довольно много работал на телевидении, снимаясь в сериалах и телефильмах.
Его первым заметным успехом стал фильм 1987 года «Морис». Эта работа принесла Гранту Кубок Вольпи за лучшую мужскую роль Венецианского кинофестиваля, которую он разделил со своим партнёром по фильму Джеймсом Уилби. В том же году он снялся в криминальном романтическом триллере «Белое зло».
На молодого актёра обратили внимание, и в 1988 году его можно было увидеть сразу в пяти фильмах. Первым стала мелодрама Гонсало Суареса «Грести по ветру», где Гранту досталась роль знаменитого поэта-романтика лорда Байрона. Далее последовали короткометражка «Ноктюрны», где Грант сыграл роль композитора Фредерика Шопена, драма «Ночи в Бенгали», небольшая роль в триллере «Заря» и фильм ужасов Кена Рассела «Логово белого червя» по мотивам одноимённого романа Брэма Стокера. Все эти фильмы, хотя и прибавили Гранту актёрского опыта, успеха у публики не снискали.
В 1989 году актёр вновь был занят на телевидении, затем снялся в непримечательной драме «Переступая черту». В 1991 году он снова предстал в роли Шопена, появившись в паре с Джуди Дэвис (актриса исполнила роль писательницы Жорж Санд) в музыкальном романтическом фильме «Экспромт», после чего принял участие в эротической драме Романа Полански «Горькая луна». 1994 год и роль в романтической комедии «Четыре свадьбы и одни похороны» принесли Гранту широкую известность и несколько престижных наград и номинаций — так, он был удостоен премии BAFTA и «Золотой глобус».
В 1995 году журнал Empire поместил Гранта на 43 место в списке ста самых сексуальных звёзд. Былая популярность вернулась к Хью только в 1999 году после мелодрамы «Ноттинг Хилл», где в паре с Грантом играла Джулия Робертс, и последующие успешные в прокате фильмы — «Дневник Бриджит Джонс», «Мой мальчик» (за этот фильм Грант получил кинопремию журнала Empire и был номинирован на «Золотой глобус») и «Любовь с уведомлением» — лишь закрепили её.
В 2003 году актёр снялся в рождественской романтической комедии «Реальная любовь», а затем в продолжении истории о Бриджит Джонс — фильме «Бриджит Джонс: Грани разумного». Актёру предлагали роль Златопуста Локонса в фильме «Гарри Поттер и тайная комната», но он отказался, о чём впоследствии очень жалел.

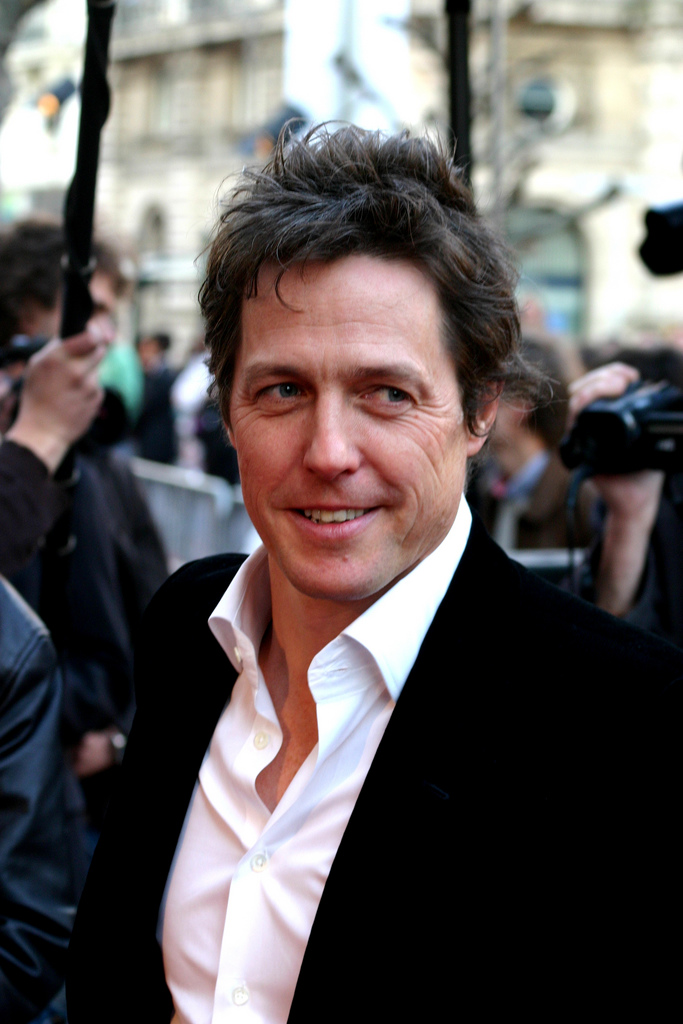
Грант в 2008 году

В 2007 актёр снялся в очередной романтической комедии под названием «С глаз — долой, из чарта — вон!», в которой его партнёршей стала Дрю Бэрримор. В 2009-м году в паре с Сарой Джессикой Паркер снялся в мелодраме «Супруги Морган в бегах», режиссёром которой выступил Марк Лоуренс, уже не раз работавший с Хью Грантом ранее. В 2012-м Грант сыграл нескольких героев в фантастическом фильме «Облачный атлас», снятом на основе одноимённого романа Дэвида Митчелла. В 2015 году принял участие в фильме Гая Ричи «Агенты А.Н.К.Л.», основанном на телесериале 1960-х годов. Ему досталась роль директора УВМР Великобритании. Через год Грант снялся в биографической картине «Примадонна» с Мерил Стрип, а в 2017 году предстал в образе злодея Феникса Бьюкенена в комедии «Приключения Паддингтона 2».
В 2018 году на канале BBC One состоялась премьера комедийно-драматического мини-сериала «Чрезвычайно английский скандал», основанного на одноимённой книге Джона Престона, с Хью Грантом и Беном Уишоу в главных ролях. За участие в сериале Грант был номинирован на премии Гильдии актёров, Золотой глобус и Эмми в категории «Лучший актёр мини-сериала или фильма на ТВ».
В 2019 году Грант снялся в криминальной комедии Гая Ричи «Джентльмены».
В 2020 году он снялся в мини-сериале «Отыграть назад». Премьера состоялась 25 октября 2020 года. Сериал получил в основном положительные отзывы. Эта роль принесла Гранту премию Гильдии киноактеров, премию Золотой глобус и номинацию на телевизионную премию Выбор телевизионных критиков.

## Личная жизнь
Грант начал встречаться с актрисой Элизабет Хёрли в 1987 году. Они расстались в мае 2000 года после тринадцати лет отношений. Грант — крёстный отец сына Хёрли, Дэмиана, родившегося в 2002 году.
У Гранта пятеро детей. В сентябре 2011 года у него родилась дочь, Табита Чжао Ши Хонг Грант, от Тинглан Хонг. По заявлению публициста Гранта, у них был непродолжительный роман. В сентябре 2012 года у Гранта родился сын, Джон Мунго Грант, от шведского телепродюсера Анны Эберштайн. Грант вновь сошёлся с Хонг, от которой у него родился сын, Феликс Чанг Хонг Грант, в начале 2013 года. В декабре 2015 года у Гранта и Эберштайн родилась дочь. В 2018 году у Гранта и Эберштайн родился третий ребёнок, чьё имя и пол неизвестны. 25 мая 2018 года Грант и Эберштайн сочетались браком.

## Фильмография
| Год  | Название на русском                                      | Название на английском                                     | Роль                                                                                                 |
| ---- | -------------------------------------------------------- | ---------------------------------------------------------- | --- |
| 2025 | Бриджит Джонс. Без ума от мальчишки                      | Bridget Jones: Mad About the Boy                           | Дэниэл Кливер                                                                                        |
| 2024 | Еретик                                                   | Heretic                                                    | мистер Рид                                                                                           |
| 2023 | Вонка                                                    | Wonka                                                      | Умпа Лумпа                                                                                           |
| 2023 | Подземелья и драконы: Честь среди воров                  | Dungeons & Dragons: Honor Among Thieves                    | Фордж Фицуильям, плут                                                                                |
| 2023 | Операция «Фортуна»: Искусство побеждать                  | Operation Fortune: Ruse de Guerre                          | Грег Симмондс                                                                                        |
| 2022 | Достать ножи: Стеклянная луковица                        | Glass Onion: A Knives Out Mystery                          | Филипп                                                                                               |
| 2020 | Отыграть назад (мини-сериал)                             | The Undoing                                                | Джонатан Фрейзер                                                                                     |
| 2019 | Джентльмены                                              | The Gentlemen                                              | Флетчер                                                                                              |
| 2018 | Чрезвычайно английский скандал                           | A Very English Scandal                                     | Джереми Торп                                                                                         |
| 2017 | Приключения Паддингтона 2                                | Paddington 2                                               | Феникс Бьюкенен                                                                                      |
| 2016 | Бриджит Джонс 3                                          | Bridget Jones’s Baby                                       | Дэниэл Кливер (на фото)                                                                              |
| 2016 | Примадонна                                               | Florence Foster Jenkins                                    | Клэр Бэйфилд                                                                                         |
| 2015 | Агенты А.Н.К.Л.                                          | The Man from U.N.C.L.E.                                    | директор УВМР Великобритании Уэйверли                                                                |
| 2014 | Любовь не по сценарию                                    | The Rewrite                                                | Кит Майклс                                                                                           |
| 2012 | Облачный атлас                                           | Cloud Atlas                                                | преподобный Джайлз Хоррокс, хозяин отеля, Ллойд Хукс, Денхольм Кавендиш, Сир Ри, вождь племени Конов |
| 2012 | Пираты! Банда неудачников                                | The Pirates! In an Adventure with Scientists               | пиратский капитан (озвучка)                                                                          |
| 2009 | Супруги Морган в бегах                                   | Did You Hear About the Morgans?                            | Пол Морган                                                                                           |
| 2007 | С глаз — долой, из чарта — вон!                          | Music and Lyrics                                           | Алекс Флетчер                                                                                        |
| 2006 | Американская мечта                                       | American Dreamz                                            | Мартин Туид                                                                                          |
| 2004 | Бриджит Джонс: Грани разумного                           | Bridget Jones: The Edge of Reason                          | Дэниэл Кливер                                                                                        |
| 2003 | Реальная любовь                                          | Love Actually                                              | Дэвид, премьер-министр Великобритании                                                                |
| 2002 | Любовь с уведомлением                                    | Two Weeks Notice                                           | Джордж Уэйд                                                                                          |
| 2002 | Мой мальчик                                              | About a Boy                                                | Уилл                                                                                                 |
| 2001 | Дневник Бриджит Джонс                                    | Bridget Jones’s Diary                                      | Дэниэл Кливер                                                                                        |
| 2000 | Мелкие мошенники                                         | Small Time Crooks                                          | Дэвид                                                                                                |
| 1999 | Голубоглазый Микки                                       | Mickey Blue Eyes                                           | Майкл Фелгейт                                                                                        |
| 1999 | Ноттинг Хилл                                             | Notting Hill                                               | Уильям Такер                                                                                         |
| 1999 | Доктор Кто и проклятие неизбежной смерти                 | Comic Relief: Doctor Who — The Curse of Fatal Death        | 12-й (альтернативный) доктор                                                                         |
| 1996 | Крайние меры                                             | Extreme Measures                                           | доктор Гай Латан                                                                                     |
| 1995 | Королевская милость                                      | Restoration                                                | Элиас Финн                                                                                           |
| 1995 | Разум и чувства                                          | Sense and Sensibility                                      | Эдвард Феррарс                                                                                       |
| 1995 | Девять месяцев                                           | Nine Months                                                | Сэмюэль Фолкнер                                                                                      |
| 1995 | Англичанин, который поднялся на холм, а спустился с горы | The Englishman Who Went Up a Hill But Came Down a Mountain | Реджинальд Энсон                                                                                     |
| 1995 | Ужасно большое приключение                               | An Awfully Big Adventure                                   | Мередит Поттер                                                                                       |
| 1994 | Сирены                                                   | Sirens                                                     | Энтони Кэмпион                                                                                       |
| 1994 | Четыре свадьбы и одни похороны                           | Four Weddings and a Funeral                                | Чарльз                                                                                               |
| 1993 | Остаток дня                                              | The Remains of the Day                                     | Реджинальд Кардинал                                                                                  |
| 1993 | Поезд в ад                                               | Night Train to Venice                                      | Мартин Гэмил                                                                                         |
| 1992 | Горькая луна                                             | Bitter Moon                                                | Найджел                                                                                              |
| 1991 | Экспромт                                                 | Impromptu                                                  | Фредерик Шопен                                                                                       |
| 1991 | Наши сыновья                                             | Our Sons                                                   | Джеймс                                                                                               |
| 1990 | Переступая черту                                         | The Big Man                                                | Гордон                                                                                               |
| 1989 | Когда мы встретимся вновь                                | Till We Meet Again                                         | Бруно де Лансель                                                                                     |
| 1988 | Грести по ветру                                          | Remando al viento                                          | лорд Байрон                                                                                          |
| 1988 | Логово белого червя                                      | The Lair of the White Worm                                 | лорд Джеймс д’Эмптон                                                                                 |
| 1988 | Ноктюрны                                                 | Nocturnes                                                  | Шопен                                                                                                |
| 1988 | Ночи в Бенгали                                           | La Nuit Bengali                                            | Аллан                                                                                                |
| 1988 | Заря                                                     | The Dawning                                                | Гарри                                                                                                |
| 1988 | Леди и разбойник                                         | The Lady And The Highwayman                                | Лусиус Вайн / Сильвер Блэйд                                                                          |
| 1987 | Морис                                                    | Maurice                                                    | Клайв Дархем                                                                                         |
| 1987 | Белое зло                                                | White Mischief                                             | Хью                                                                                                  |
| 1985 | Последнее место на Земле                                 | The Last Place on Earth                                    | Эпсли Черри-Гаррард                                                                                  |
| 1985 | Война Дженни                                             | Jenny’s War                                                | Питер Бейнс                                                                                          |
| 1982 | Привилегированные                                        | Privileged                                                 | лорд Адриан                                                                                          |

## Награды
Перечислены основные награды и номинации. Полный список см. на IMDb.com
- 1987 — Премия Венецианского кинофестиваля — лучший актёр, за фильм «Морис»
- 1995 — Премия «Золотой глобус» — лучший актёр комедии, за фильм «Четыре свадьбы и одни похороны»
- 1995 — Премия BAFTA — лучший актёр, за фильм «Четыре свадьбы и одни похороны»
- 1995 — Премия Общества кинокритиков Чикаго — самый многообещающий актёр, за фильм «Четыре свадьбы и одни похороны»
- 2000 — Кинопремия журнала Empire — лучший британский актёр, за фильм «Ноттинг-Хилл»
- 2003 — Кинопремия журнала Empire — лучший британский актёр, за фильм «Мой мальчик»

### Номинации
- 1995 — Премия канала MTV — Прорыв года, за фильм «Четыре свадьбы и одни похороны»
- 2000 — Премия «Золотой глобус» — лучший актёр комедии, за фильм «Ноттинг-Хилл»
- 2001 — Европейская киноакадемия — Приз зрительских симпатий за лучшую мужскую роль, за фильм «Дневник Бриджит Джонс»
- 2002 — Кинопремия журнала Empire — лучший британский актёр, за фильм «Дневник Бриджит Джонс»
- 2003 — Премия Общества кинокритиков Чикаго — лучший актёр, за фильм «Мой мальчик»
- 2003 — Премия «Золотой глобус» — лучший актёр комедии, за фильм «Мой мальчик»
- 2004 — Европейская киноакадемия — Приз зрительских симпатий за лучшую мужскую роль, за фильм «Реальная любовь»